# Den gamle kirke i Delft
Den gamle kirke i Delft (Oude Kerk) med kælenavnet Gamle Jan (Oude Jan) er en gotisk kirke i den gamle bydel af den hollandske by Delft. Kirkens vartegn er et 75 m højt tårn, der hælder omkring to m.

## Historie
Den gamle kirke blev grundlagt i 1246 under navnet Bartolomeuskirken. Før lå der en kirke, der var opført henved to århundreder tidligere. Kirken er en traditionel basilika med et centralt kirkeskib flankeret af to mindre sideskibe.
Tårnet med det centrale spir og fire hjørnetårne er tilføjet 1325-1350. Det var med sin højde det dominerende kendetegn for byen i halvandet århundrede, indtil det blev overgået i højden af den nye kirke. Muligvis skyldes tårnets hældning, at en nærliggende kanal måtte flyttes en anelse for at give plads til bygningen, og at tårnet derved er bygget på et ustabilt, blødt fundament.
Ved slutningen af det 14. århundrede forhøjedes kirkens sideskibe og nåede samme højde som kirkeskibet. Kirken blev til en hallekirke. Efter ombygningen blev kirken genindviet til Hippolytus. Mellem ca. 1425 og 1440 blev det centrale kirkeskib ligeledes forhøjet, så at kirken igen fik en mere traditionel basilikaform.
En større bybrand i Delft i 1536 og de kaotiske omstændigheder i forbindelse med Reformationen bevirkede, at en storstilet ombygning og udvidelse af kirken måtte skrinlægges, før det var færdigt. De ufuldstændige ændringer kan ses i, at den nordlige transeptarm adskiller sig markant fra bygningsstilen i den ældre kirkes udvidelse.
Århundredernes tand, den store brand, reformationens billedstorm og eksplosionen i byens krudtmagasin i 1654 (Tordenskraldet i Delft) har krævet en del vedligeholdelse og reparation af kirken. Under en af disse reparationer blev dele af tårnet genopbygget mere lodret end bygningen underneden, så tårnet som helhed har fået et lidt bøjet udseende. De nuværende farvede mosaikvinduer stammer fra miden af det 20. århundrede og er udformet af glarmester Joep Nicolas.

## Inventar
Kirken har tre pibeorgeler fra år 1857, (hovedorgel), 1873 (i det nordlige sideskib) og 1770 (i koret).
Kirkens største og mest massive kirkeklokke, Trinitasklok eller Bourdon. vejer næsten ni tons. Den blev støbt i 1570, men på grund af dens stærke og potentielt skadelige vibrationer bliver den kun ringet med ved helt særlige lejligheder, som begravelsen af et medlem af den hollandske kongelige familie i den nærliggende Nye kirke. Klokken ringer også ved katastrofer, hvor også de lokale varslingssirener hyler – dog ikke i forbindelse med varslingssirenerne månedlige landsdækkende test, som foregår den første mandag i måneden.

## Grave
Omkring 400 begravet i Den gamle kirke
- Elizabeth Morgan, datter af Philips van Marnix (1608)
- adelskvinden Clara van Spaerwoude (1615)
- søhelten Piet Pieterszoon Hein (1629)
- forfatteren Jan Stalpaert van der Wiele (1630)
- søhelten Maarten Tromp (1653)
- lægen Regnier de Graaf (1673)
- kunstmaleren Johannes Vermeer (1675)
- kunstmaleren Hendrick Cornelisz van Vliet, som bl.a. malede kirkens interiør (1675)
- statsmanden Anthonie Heinsius (1720)
- videnskabsmanden Anton van Leeuwenhoek (1723)
- digteren Hubert Poot (1733)